# Jan Jagodziński
Jan Jagodziński (ur. 1 października 1920 w Poniecu, zm. 14 stycznia 2009) – polski leśniczy i polityk, poseł na Sejm PRL II i III kadencji.

## Życiorys
Syn Antoniego i Janiny, uzyskał wykształcenie średnie. Pracował jako nadleśniczy w Nadleśnictwie Grabownica oraz Dyrektor Rejonu Lasów Państwowych w Ostrowi Mazowieckiej. W 1948 wstąpił do Polskiej Zjednoczonej Partii Robotniczej, pełnił w niej funkcję w latach 70. przewodniczącego Miejskiej Komisji Kontroli Partyjnej Komitetu Miejskiego w Ostrowi Mazowieckiej. W 1957 i 1961 uzyskiwał mandat posła na Sejm PRL II i III kadencji z okręgu Ostrołęka, przez dwie kadencje pracował w Komisji Leśnictwa i Przemysłu Drzewnego.
Został pochowany na cmentarzu parafialnym w Ostrowi Mazowieckiej.